# Хуан Солер
Хуан Солер (на испански: Juan Soler) е аржентински актьор.

## Биография
Хуан Солер Вайс Кирога е роден на 19 януари 1966 г. в Сан Мигел де Тукуман, Аржентина. Солер притежава и мексиканско гражданство, тъй като в Мексико развива актьорската си кариера, и по-специално в компания Телевиса. През 2013 г. се присъединява към актьорския екип на компания Телемундо, базирана в САЩ, където участва в три теленовели, а през 2017 г. се завръща в Телевиса с теленовелата Признавам се за виновна, продуцирана от Анджели Несма Медина.

## Филмография

### Теленовели
- Игри на любов и власт (2025) – Леонардо Видал
- Твоят живот е моят живот (2024) – Лоренсо
- Непобедима любов (2023) – Аполо Торенегро
- Мексиканката и блондинът (2020) – Тайлър Сомърс
- Руби (2020) – Дон Ектор Ферер
- Признавам се за виновна (2017/18) – Франко Урсуа Лара
- Nada personal (2017) – Раул Рей
- Reina de corazones (2014) – Виктор де Росас
- Marido en alquiler (2013/14) – Рейналдо Ибара
- Когато се влюбиш (2010/11) – Херонимо Линарес Де ла Фуенте
- Дума на жена (2007/08) – Мартин Кастеянос
- La fea más bella (2006/07) – Алдо Доменсайн
- Любовен облог (2004/05) – Габриел Дуран
- Под същата кожа (2003/04) – Алехандро Руис
- Другата (2002) – Алваро Ибаниес
- Sin pecado concebido (2001) – Октавио Айенде
- Лудо влюбени (2000) – Енрике Гаярдо
- Скъпа Мария Емилия (1999/2000) – Алехандро Агире
- Анхела (1998/99) – Мариано Баутиста
- Малко село, голям ад (1997) – Хенаро Ончи
- Плантация на страсти (1996) – Пабло Монтеро Росалес
- Акапулко, тяло и душа (1995/96) – Умберто Баутиста
- Bajo un mismo rostro (1995) – Марлсело Салдивар
- Montaña rusa (1995) – Федерико Грумбалт

### Сериали
- Hermanos y detectives (2010) –
- Mujeres asesinas (2008) – Фернандо
- Amor mío (2006) – Пабло
- La familia P. Luche (2002) – Ехимио

## Награди и номинации
Награди TVyNovelas (Мексико)
| Година | Категория                      | Теленовела           | Резултат  |
| ------ | ------------------------------ | -------------------- | --------- |
| 2009   | Най-добър актьор в главна роля | Дума на жена         | Номиниран |
| 2005   | Най-добър актьор в главна роля | Любовен облог        | Номиниран |
| 2003   | Най-добър актьор в главна роля | Другата              | Печели    |
| 1997   | Най-добър актьор в главна роля | Плантация на страсти | Печели    |

Нагарди Miami Life
| Година | Категория                                    | Теленовела         | Резултат |
| ------ | -------------------------------------------- | ------------------ | -------- |
| 2014   | Най-добър актьор в главна роля за теленовели | Marido en alquiler | Печели   |

Нагарди People en Español
| Година | Категория                      | Теленовела         | Резултат  |
| ------ | ------------------------------ | ------------------ | --------- |
| 2013   | Най-добър актьор в главна роля | Marido en alquiler | Номиниран |

Нагарди INTE
| Година | Категория          | Теленовела | Резултат  |
| ------ | ------------------ | ---------- | --------- |
| 2003   | Актьор на годината | Другата    | Номиниран |